# Losing Neverland
Losing Neverland (engl. Nimmerland verlieren) ist ein deutscher Comic im Manga-Stil der Zeichnerin Fahr Sindram.

## Handlung
In einem fiktiven London des 19. Jahrhunderts besteht das Leben des 14-jährigen Halbwaisen und Strichjungen Laurence V. Laurence nur noch aus „anschaffen gehen“ und die Prügel seines Vaters John ertragen. Als „Laurie“ jedoch eines Tages den kleinen Tim Philips trifft, der ihm mit seinem Optimismus auch Schönes im Leben zeigt, beginnt für beide eine ihr Leben verändernde Freundschaft.
Grundthema ist Kindesmisshandlung in jeglicher Form. Dargestellt wird die Gefühlswelt eines Kindes, das mit Gewalt und Missbrauch aufwächst und daran langsam zugrunde zu gehen droht.

## Veröffentlichung
„Losing Neverland“ erscheint beim Verlag Butter & Cream und ist laut seiner Autorin auf vier Bände angelegt. Der erste Band wurde im Juni 2006 veröffentlicht, der zweite Band im März 2008.
Das Losing-Neverland-Storybook erschien 2012.

## Erfolg
Für „Losing Neverland“ wurde Fahr Sindram vom Rat für Nachhaltige Entwicklung in die 15 Porträts umfassende Fotoreihe „Die Kunst das Morgen zu denken“ aufgenommen, die erstmals im September 2006 in Berlin gezeigt wurde.
Im Dezember 2006 wurde „Losing Neverland“ auf der Comiket in Tokio vorgestellt.

## Kritik
„Um die Schattenseiten des Sexuellen geht es (...) in „Losing Neverland“. Die Zeichnerin Fahr Sindram erzählt die traurige Geschichte eines Halbwüchsigen, der in einem viktorianischen Phantasie-London von seinem brutalen Vater als Frau verkleidet und auf den Strich geschickt wird. Das wunderliche Werk will sowohl gegen Kindesmissbrauch protestieren als auch gegen die Shotacon-Mangas, in denen es um homoerotische Beziehungen zwischen Jungen und Männern geht. Mit seiner in den Gothic Style gewendeten Sarah-Kay-Ästhetik ist „Losing Neverland“ wesentlich ambivalenter als beabsichtigt; dem Abscheu, den Sindram beschwört, ist ein guter Schuss Faszination beigemischt.“ (Süddeutsche Zeitung, 31. März 2008)
"Einige Mangas transportieren zutiefst ernsthafte Anliegen wie Losing Neverland von Fahr Sindram. Sie wendet sich darin zwar vehement gegen die sexuelle Ausbeutung von Kindern, bleibt aber ästhetisch dem Shojo-Manga treu." 
(Goethe-Institut Tokyo, Mai 2009)
„2006 erschien hier der erste Band ihrer auf sechs Folgen angelegten Serie Losing Neverland. In deren Mittelpunkt steht ein 14-jähriger Strichjunge im England des 19. Jahrhunderts. Fahr Sindrams Niemalsland ist ein dunkles Land, die meisten seiner Bewohner leben an Rande der Verzweiflung. Und weil seine Schöpferin es nicht nur mit technischer Perfektion gezeichnet hat, sondern darin auch ihre Leidenschaft für die Gothic-Kultur mit einem Faible fürs Psychedelische paart, sucht ihr Manga in so ziemlich jeder Hinsicht seinesgleichen.“
(Kieler Nachrichten, 30. Juni 2010)